# Morelos, Coyomeapan
Morelos är en ort i Mexiko.   Den ligger i kommunen Coyomeapan och delstaten Puebla, i den sydöstra delen av landet, 260 km sydost om huvudstaden Mexico City. Morelos ligger 2 343 meter över havet och antalet invånare är 160.
Terrängen runt Morelos är kuperad åt nordost, men åt sydväst är den bergig. Runt Morelos är det ganska tätbefolkat, med 144 invånare per kvadratkilometer. Närmaste större samhälle är San Gabriel Casa Blanca, 16,8 km sydväst om Morelos. Omgivningarna runt Morelos är en mosaik av jordbruksmark och naturlig växtlighet.